# Q'umarkaj

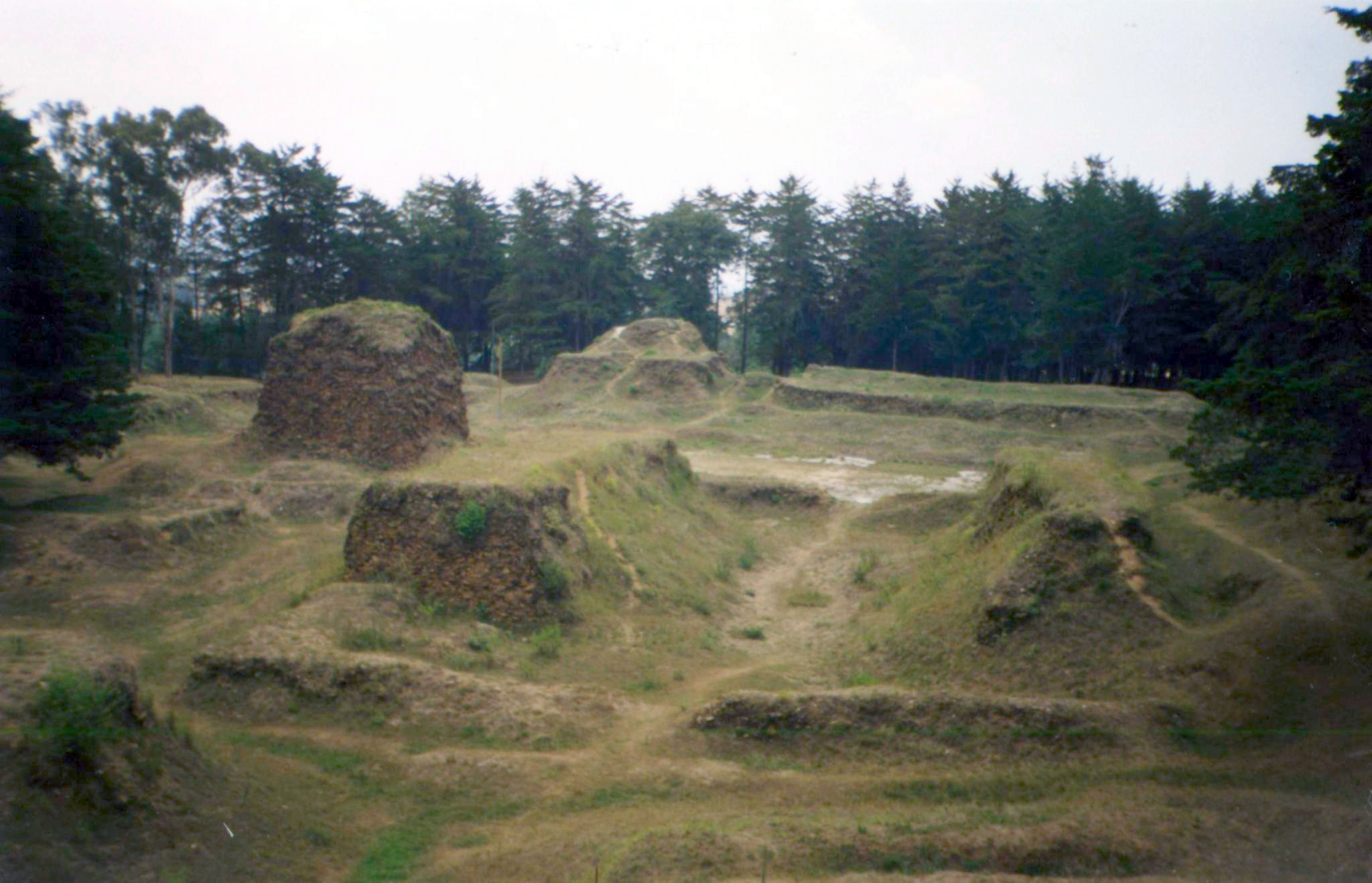
Q'umarkaj, l'esplanade du jeu de balle, avec le temple de Tohil à gauche et le temple d'Awilix en arrière-plan.

Q'umarkaj, (en k'iche' : [qʔumarkah]) (parfois Gumarkaaj, Gumarcaj, Cumarcaj ou Kumarcaaj) est un site archéologique du sud-ouest du département du Quiché, au Guatemala. Q'umarkaj est également connu sous le nom d'Utatlán, traduction nahuatl du nom de la ville. Le nom vient du mot quiché « Q'umarkah » ("Lieu de vieux roseaux").
Quand les Espagnols sont arrivés dans la région au début du XVIe siècle, Q'umarkaj était l'une des villes maya les plus puissantes de l'époque et était la capitale des Mayas quichés dans la période postclassique tardive. Au moment de la conquête espagnole, Q'umarkaj était une capitale relativement nouvelle,. La capitale du royaume quiché était initialement établie à Jakawitz (identifié avec le site archéologique Chitinamit) puis à Pismachi,.
Q'umarkaj a été fondée sous le règne du roi Q'uq'umatz (« Serpent à plumes » en quiché) au début du XVe siècle, immédiatement au nord de Pismachi. En 1470, la ville a été considérablement affaiblie par une rébellion survenue parmi la noblesse et qui a abouti à la perte des principaux alliés des Quichés[réf. nécessaire].
Archéologiquement et ethnohistoriquement, Q'umarkaj est la plus connue des capitales mayas du postclassique tardif. Les premières références en espagnol au site se trouvent dans les lettres de Hernán Cortés en provenance du Mexique[réf. nécessaire]. Bien que le site a été étudié, peu de travaux de reconstitution ont eu lieu. Les constructions architecturales subsistantes, une esplanade de jeu de balle méso-américain, des temples et palais, ont été grandement endommagées par le pillage de pierres pour construire la ville voisine de Santa Cruz del Quiché.
Les principales structures de Q'umarkaj sont disposées autour d'une place et comprennent le temple de Tohil, le dieu jaguar qui était le patron de la ville, le temple d'Awilix, la déesse protectrice de l'une des maisons nobles, le temple de Jakawitz (en), une divinité de la montagne qui était aussi un noble mécène, et le temple de Q'uq'umatz, le serpent à plumes, le patron de la maison royale,. L'esplanade principale du jeu de balle était située entre les palais (ou nimja) de deux des principales maisons nobles,. Il y avait aussi une plate-forme utilisée pour le sacrifice de gladiateurs.